# Леви-Маљцев теорем
Леви-Маљцев теорем је теорем у теорији група који тврди да свака Лијева алгебра може да се представи као семидиректни збир једне полупросте и једне разрешиве Лијеве алгебре, односно да је {\displaystyle L=R\wedge S}, где је R разрешиви максимални идеал, а S је полупроста алгебра.
Значај Леви-Маљцевог теорема је у томе што се класификација Лијевих алгебри може извршити одвојено преко класификације полупростих и разрешивих алгебри.
Појмови полупросте и разрешиве алгебре су и уведени на основу овог теорема који представља основу класификације Лијевих алгебри. Иако су неке групе потпуно класификоване, то се није успело урадити за све врсте Лијевих алгебри.